# Comté de Garza
Le comté de Garza, en anglais : Garza County, est un comté situé dans le nord-ouest de l'État du Texas aux États-Unis. Fondé le 19 novembre 1876, son siège de comté est la ville de Post. Selon le recensement des États-Unis de 2020, sa population est de 5 816 habitants. Le comté a une superficie de 2 321 km2, dont 2 313,9 km2 en surfaces terrestres. Il est nommé en référence à une célèbre famille locale, les Garza.

## Organisation du comté
Le comté est fondé le 19 novembre 1876, à partir des terres du comté de Young. Après plusieurs réorganisations foncières, il est définitivement organisé et autonome, le 5 juillet 1907.
L'origine du nom du comté fait référence à la famille Garza, des pionniers, originaires du comté de Bexar,  dont José Antonio de la Garza (en) était un membre célèbre,. Celui-ci devient gouverneur et est le fondateur de la ville de San Antonio.

## Géographie

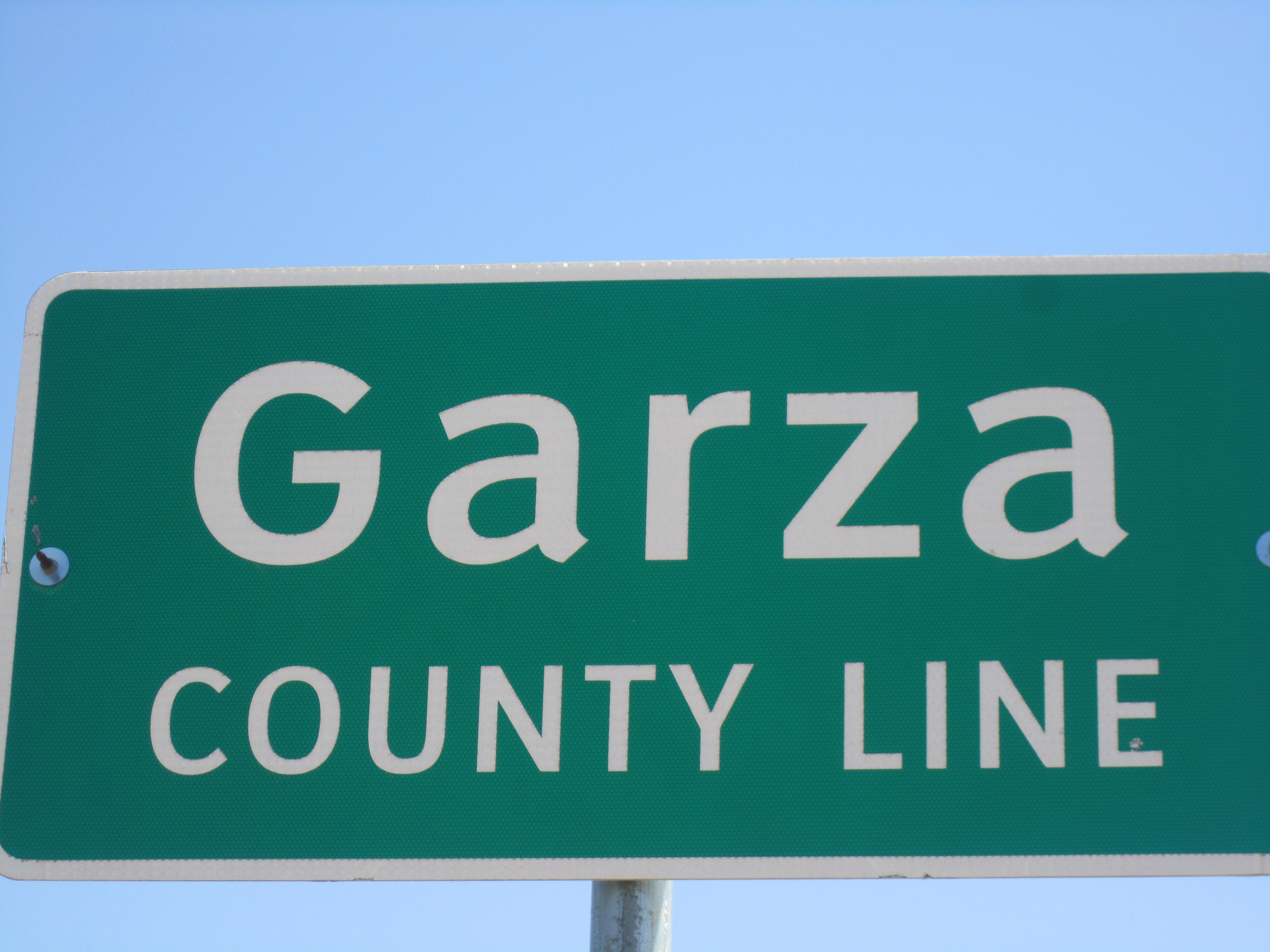
Panneau de signalisation de la limite de comté.

Le comté de Garza se situe en partie sur la Llano Estacado, au nord-ouest de l'État du Texas, aux États-Unis. Il est bordé au nord par la rivière Angelina (en) et au sud par la rivière Neches.
Il a une superficie totale de 2 321,1 km2, composée de 2 313,9 km2 de terres et de 7,2 km2 de zones aquatiques.

## Comtés adjacents
| Comté de Lubbock | Comté de Crosby | Comté de Dickens |
| Comté de Lynn    | comté de Garza  | Comté de Kent    |
|                  | Comté de Borden | Comté de Scurry  |

## Démographie
Lors du recensement de 2010, le comté comptait une population de 6 461 habitants. Elle est estimée, en 2017, à 6 528 habitants.

Pyramide des âges du comté de Garza (2000).

| Groupes           | Comté de Garza | Texas | États-Unis |
| ----------------- | -------------- | ----- | ---------- |
| Blancs            | 82,8           | 70,4  | 72,4       |
| Autres            | 8,8            | 10,6  | 6,4        |
| Afro-Américains   | 6,5            | 11,9  | 12,6       |
| Métis             | 1,2            | 2,5   | 2,7        |
| Amérindiens       | 0,6            | 0,7   | 0,9        |
| Asiatiques        | 0,1            | 3,8   | 4,8        |
| Total             | 100            | 100   | 100        |
|                   |                |       |            |
| Latino-Américains | 47,1           | 37,6  | 16,7       |